# Прус Олена Володимирівна
Оле́на Володи́мирівна Прус (нар. 30 квітня 1986, Лисичанськ) — українська бадмінтоністка і тренерка, майстер спорту України міжнародного класу, колишня гравчиня Національної збірної України.

## Загальні відомості
Після шести юніорських національних титулів в Україні Олена Прус виграла свій перший великий міжнародний турнір для дорослих «Romanian International 2007». Подальші перемоги здобула в Ізраїлі, Словаччині та Швеції. У 2008—2011 та 2017 роках ставала чемпіонкою України серед дорослих.
Працює тренером з бадмінтону в Харкові.

## Досягнення

### Чемпіонат України
Чемпіони України в жіночій парній категорії
- 2008 — Грига Лариса — Прус Олена (Дніпро, Харків)
- 2009 — Кобцева Ганна — Прус Олена (Харків)
- 2010 — Кобцева Ганна — Прус Олена (Харків)
- 2011 — Кобцева Ганна — Прус Олена (Харків)
- 2017 — Казарінова Юлія — Прус Олена (Миколаїв, Харків)

Чемпіони України в змішаній парній категорії
- 2011 — Атращенков Валерій — Прус Олена (Харків)

### BWF International Challenge/Series
Жінки. Одиночні.
| Рік  | Турнір               | Партнер        | Суперник     | Рахунок    | Результат |
| ---- | -------------------- | -------------- | ------------ | ---------- | --------- |
| 2009 | Білі ночі            | Елла Діль      | 10–21, 10–21 | Фіналістка |           |
| 2008 | Slovak Open          | Laerke Folsted | 21–16, 21–17 | Переможець |           |
| 2007 | Hatzor International | Tracey Hallam  | 9–21, 15–21  | Фіналістка |           |

Жінки. Парний розряд
| Рік  | Турнір                   | Партнер      | Суперник                      | Рахунок            | Результат  |
| ---- | ------------------------ | ------------ | ----------------------------- | ------------------ | ---------- |
| 2011 | Lithuanian International | Анна Кобцева | Наталія Войцех Марія Улітіна  | 21–12, 21–19       | Переможець |
| 2010 | Харків Інтернешнл        | Анна Кобцева | Наталія Войцех Марія Улітіна  | 21–23, 12–21       | Фіналістка |
| 2009 | Харків Інтернешнл        | Анна Кобцева | Тетяна Бібік Ольга Голованова | 8–21, 21–18, 21–18 | Переможець |

Змішані пари
| Рік  | Турнір                   | Партнер            | Суперник                            | Рахунок                  | Результат  |
| ---- | ------------------------ | ------------------ | ----------------------------------- | ------------------------ | ---------- |
| 2014 | Харків Інтернешнл        | Артем Почтарьов    | Валерій Атращенков Єлизавета Жарка  | 10–11, 11–7, 11–10, 11–6 | Переможець |
| 2010 | Харків Інтернешнл        | Валерій Атращенков | Олексій Конах Олеся Зайцева         | 21–19, 21–16             | Переможець |
| 2010 | Білі ночі                | Валерій Атращенков | Євген Дремін Анастасія Русскіх      | 17–21, 14–21             | Фіналістка |
| 2010 | Austrian International   | Валерій Атращенков | Стиліян Макарскі Діана Дімова       | 24–26, 21–17, 21–17      | Переможець |
| 2010 | Swedish International    | Валерій Атращенков | Mads Pieler Kolding Britta Andersen | 21–18, 18–21, 17–21      | Фіналістка |
| 2009 | Харків Інтернешнл        | Валерій Атращенков | Андрій Ашмарін Анастасія Прокопенко | Перехід                  | Переможець |
| 2009 | Banuinvest International | Валерій Атращенков | Richard Vaughan Sarah Thomas        | 21–19, 21–12             | Переможець |
| 2009 | Austrian International   | Валерій Атращенков | Robert Adcock Heather Olver         | 17–21 18–21              | Фіналістка |
| 2009 | Swedish International    | Валерій Атращенков | Robert Adcock Heather Olver         | 21–16, 21–11             | Переможець |
| 2008 | Slovak Open              | Валерій Атращенков | Дмитро Завадський Марія Діптан      | 21–19, 21–14             | Переможець |
| 2008 | Bulgarian International  | Валерій Атращенков | Віталій Дуркін Ніна Віслова         | 16–21, 10–21             | Фіналістка |
| 2007 | Hatzor International     | Валерій Атращенков | Heimo Gotschl Claudia Mayer         | 21–16, 21–15             | Переможець |
| 2007 | Banuinvest International | Валерій Атращенков | Pavel Florián Martina Benešová      | 21–16, 21–12             | Переможець |

     турнір BWF International Challenge
     турнір BWF International Series
     турнір BWF Future Series